# Prumnopitys montana
Prumnopitys montana é uma espécie de conífera da família Podocarpaceae.
Pode ser encontrada nos seguintes países: Colômbia, Equador, Peru e Venezuela.